# Anna B. Sheppard
Anna B. Sheppard (* 1946 in Warschau als Anna Biedrzycka) ist eine polnische Kostümbildnerin, die 1994, 2003 und 2015 in der Kategorie Bestes Kostümdesign für einen Oscar nominiert wurde.

## Leben

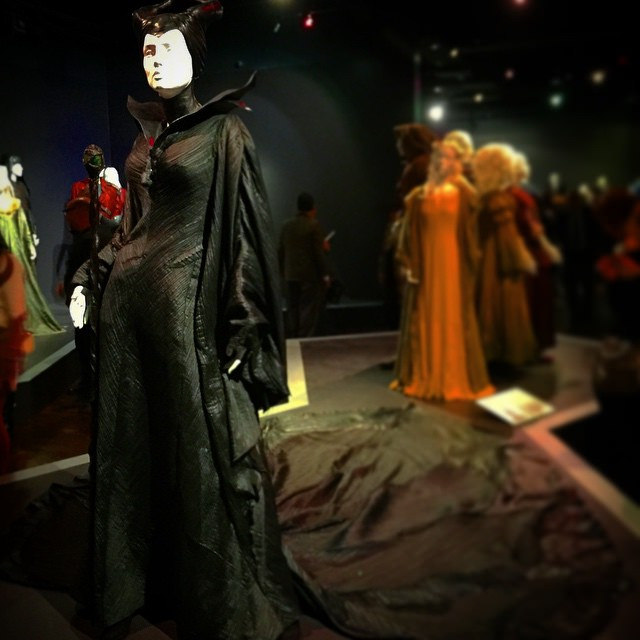
Kostüm von Angelina Jolie im Film Maleficent – Die dunkle Fee (2014)

Anna Biedrzycka Sheppard schloss ihr Studium der Architektur an der Akademie der Bildenden Künste Warschau ab. Ihre ersten Schritte im Film machte Sheppard im polnischen Film, wo sie unter anderem mit dem polnischen Filmproduzenten und Regisseur Krzysztof Zanussi zusammenarbeitete. Bereits ihr erster Film mit Zanussi Familienleben (1971) wurde zu den Internationalen Filmfestspielen von Cannes 1971 eingeladen, erhielt jedoch keinen Preis. In Polen wurde er von der Filmzeitschrift „Film“ zum besten Film des Jahres gekürt. Auch Sheppards Schwester Magdalena Biedrzycka ist Kostümbildnerin.
Sheppards wichtigster Film zum internationalen Erfolg sollte Schindlers Liste (1993) werden, wo sie mit dem namhaften Regisseur Steven Spielberg zusammenarbeitete. Ihre Arbeit an diesem Film brachte ihr ihre erste Oscar-Nominierung in der Kategorie „Bestes Kostümdesign“ ein. Es folgten weitere Arbeiten mit renommierten Regisseuren wie Volker Schlöndorff (Der Unhold, 1996), Roman Polański (Der Pianist, 2002 und Oliver Twist, 2005) und Quentin Tarantino (Inglourious Basterds, 2009).
Sheppard gilt in ihrem Metier als Spezialistin, die keine Herausforderung scheut, wenn es gilt schwierige Anforderungen zu meistern. Die Künstlerin hat ihren Wohnsitz in London.

## Filmografie (Auswahl)
- 1971: Familienleben (Życie rodzinne; als Anna Biedrzycka)
- 1971: Hinter der Wand (Za sciana, Fernsehfilm; als A. B.)
- 1973: Rewizja obsobista (als A. B.)
- 1974: Chronik eines Verbrechens (Chronika odnoho slotschynu; als A. B.)
- 1975: Zwischenbilanz (Bilans kwartalny; als A. B.)
- 1976: Der Brünette erscheint am Abend (Brunet wieczorowa pora; als A. B.)
- 1977: Mit sich allein (Sam na sam)
- 1978: Spirale (Spirala; als A. B.)
- 1979: Wege in der Nacht (Ways in the Night; als A. B., Fernsehfilm)
- 1980: Ein Mann bleibt sich treu (Constans; als A. B.)
- 1981: Aus einem fernen Land (Da un paese lontano)
- 1982: Imperativ (als Anna Biedrzycka-Sheppard)
- 1985: Paradigma
- 1988: Der Priestermord (To Kill a Priest)
- 1993: Schindlers Liste (Schindler’s List)
- 1996: Dragonheart
- 1996: Der Unhold (The Ogre)
- 1997: Washington Square
- 1998: Wunsch & Wirklichkeit (The Proposition)
- 1998: Martha trifft Frank, Daniel & Laurence (Martha, Meet Frank, Daniel and Laurence The Very Thought of You)
- 1998: Die Weisheit der Krokodile (The Wisdom of Crocodiles)
- 1999: Insider (The Insider)
- 2000: Circus
- 2000: Maybe Baby
- 2001: Band of Brothers – Wir waren wie Brüder (Fernseh-Miniserie, 10 Folgen)
- 2002: Der Pianist (The Pianist)
- 2003: Shanghai Knights
- 2004: In 80 Tagen um die Welt (Around the World in 80 Days)
- 2005: Sahara – Abenteuer in der Wüste (Sahara)
- 2005: Oliver Twist
- 2007: Hannibal Rising – Wie alles begann (Hannibal Rising)
- 2007: Die Gebrüder Weihnachtsmann (Fred Claus)
- 2009: Inglourious Basterds
- 2009: The Prisoner – Der Gefangene (Fernseh-Miniserie, 6 Folgen)
- 2011: The Devil’s Double
- 2011: Captain America: The First Avenger
- 2013: Die Bücherdiebin (The Book Thief)
- 2014: Maleficent – Die dunkle Fee (Maleficent)
- 2014: Herz aus Stahl (Fury)

## Auszeichnungen/Nominierungen (Auswahl)
- Oscarverleihung 1994 nominiert in der Kategorie „Bestes Kostümdesign“ für das Filmdrama Schindlers Liste (Schindler’s List). Der Oscar ging an Gabriella Pescucci und die Literaturverfilmung Zeit der Unschuld (The Age of Innocence).
- 1994 Nominierung für den BAFTA Award mit Schindlers Liste
- 1997 Nominierung für den Saturn Award für das beste Kostüm mit dem Fantasyfilm Dragonheart
- Oscarverleihung 2003 nominiert in der Kategorie „Bestes Kostümdesign“ für den Holocaust-Film Der Pianist (The Pianist). Der Oscar ging an Colleen Atwood und das Musical-Filmdrama Chicago.
- 2003 Nominierung für den César mit dem Film Der Pianist
- 2003 Gewinner des Polish Film Awards für das „Beste Kostümdesign“ in Der Pianist.
- 2009 Gewinner des Sierra Award der Las Vegas Film Critics Society Awards für das „Beste Kostümdesign“ in dem Kriegsfilm Inglourious Basterds
- 2010 Nominierung für den Saturn Award für das beste Kostüm mit Inglourious Basterds
- 2012 Nominierung für den Saturn Award für das beste Kostüm mit dem Science-Fiction-Spielfilm Captain America: The First Avenger
- Oscarverleihung 2015 nominiert in der Kategorie „Bestes Kostümdesign“ für den Fantasyfilm Maleficent – Die dunkle Fee (Maleficent).
- Nominierung für den Satellite Award mit Maleficent – Die dunkle Fee
- 2015 Nominierung für den Critics’ Choice Movie Award mit dem Film Maleficent – Die dunkle Fee